# Skydning under sommer-OL 2016 - 50 meter riffel, helmatch (damer)
50 meter riffel, helmatch skydning for damer under Sommer-OL 2016 fandt sted den 11. august i Centro Olímpico de Tiro i Deodoro. 

## Turneringsformat
Denne særlige form for skydning omfattede tre skydestillinger (knælende, liggende og stående). Konkurrencen blev indledt med en kvalifikationsrunde, hvor de 37 kvalificerede deltagere havde 105 minutter til at afvikle 60 skud (20 skud i de tre positioner). Herefter gik de otte bedste til finalen, hvor alle skytter startede fra nul point. Finalen blev afviklet som elimineringsrunder således, at medaljerne til sidst blev afgjort af de tre sidste tilbageværende i konkurrencen og guldmedaljen blev afgjort i en duel mellem de to sidste tilbageværende i konkurrencen. Finalen blev skudt over 45 skud, hvor skuddene blev afviklet i de tre positioner. Første position var knælende, hvor der blev skudt tre serier á fem skud på 200 sekunder pr. serie. Anden position var liggende, hvor der også blev skudt tre serier á fem skud på 150 sekunder pr. serie. Tredje position var stående, hvor der blev skudt to serier á fem skud på 250 sekunder pr. serie. Herefter blev de to første skytter blev elimineret. De seks tilbageværende skytter fortsatte herefter med at skyde de sidste fem stående skud som enkeltskud med 50 sekunder pr. skud. Efter hvert skud blev dårligste skytte elimineret. 
Elimineringen foregik i henhold til nedenstående tabel:
| Elimineret | Antal skud |
| ---------- | ---------- |
| 8          | 40         |
| 7          | 40         |
| 6          | 41         |
| 5          | 42         |
| 4          | 43         |
| 3          | 44         |
| 2          | 45         |

## Tidsplan
Nedenstående tabel viser tidsplanen for afvikling af konkurrencen:
| Dato       | Tid   | Runde         |
| ---------- | ----- | ------------- |
| 11. august | 09:00 | Kvalifikation |
| 11. august | 12:00 | Finale        |

## Resultater

### Kvalifikation
| Placering | Skytte                    | Knælende | Liggende | Stående | Total |
| --------- | ------------------------- | -------- | -------- | ------- | ----- |
| 1         | Xiang Wei Jasmine Ser     |          |          |         |       |
| 1         | Eglis Yaima de la Cruz    |          |          |         |       |
| 1         | Nikola Mazurová           |          |          |         |       |
| 1         | Lee Kyerim                |          |          |         |       |
| 1         | Adéla Bruns               |          |          |         |       |
| 1         | Jennifer McIntosh         |          |          |         |       |
| 1         | Du Li                     |          |          |         |       |
| 1         | Olivia Hofmann            |          |          |         |       |
| 1         | Yelizaveta Korol          |          |          |         |       |
| 1         | Rosane Sibele Budag Ewald |          |          |         |       |
| 1         | Petra Zublasing           |          |          |         |       |
| 1         | Eva Rösken                |          |          |         |       |
| 1         | Amelia Rosa Fournel       |          |          |         |       |
| 1         | Barbara Engleder          |          |          |         |       |
| 1         | Dianelys Pérez            |          |          |         |       |
| 1         | Yarimar Mercado Martinez  |          |          |         |       |
| 1         | Nina Christen             |          |          |         |       |
| 1         | Najmeh Khedmati           |          |          |         |       |
| 1         | Gankhuyagiin Nandinzayaa  |          |          |         |       |
| 1         | Ivana Andusic Maksimović  |          |          |         |       |
| 1         | Sarah Scherer             |          |          |         |       |
| 1         | Binbin Zhang              |          |          |         |       |
| 1         | Laurence Brize            |          |          |         |       |
| 1         | Živa Dvoršak              |          |          |         |       |
| 1         | Andrea Arsović            |          |          |         |       |
| 1         | Daria Vdovina             |          |          |         |       |
| 1         | Sylwia Bogacka            |          |          |         |       |
| 1         | Julianna Miskolczi        |          |          |         |       |
| 1         | Virginia Thrasher         |          |          |         |       |
| 1         | Stine Nielsen             |          |          |         |       |
| 1         | Agnieszka Nagay           |          |          |         |       |
| 1         | Snježana Pejčić           |          |          |         |       |
| 1         | Mahlagha Jambozorg        |          |          |         |       |
| 1         | Tanja Perec               |          |          |         |       |
| 1         | Malin Westerheim          |          |          |         |       |
| 1         | Natallia Kalnysh          |          |          |         |       |
| 1         | Jang Geum-young           |          |          |         |       |

### Finale
| Placering | Skytte | Knælende (3×5 skud) | Liggende (3×5 skud) | Stående (2×5 skud) | Stående (skud 11)   | Stående (skud 12)   | Stående (skud 13)   | Stående (skud 14)   | Stående (skud 15)   | Total               |
| --------- | ------ | ------------------- | ------------------- | ------------------ | ------------------- | ------------------- | ------------------- | ------------------- | ------------------- | ------------------- |
| 1         |        |                     |                     |                    |                     |                     |                     |                     |                     |                     |
| 2         |        |                     |                     |                    |                     |                     |                     |                     |                     |                     |
| 3         |        |                     |                     |                    |                     |                     |                     |                     | Ude af konkurrencen | Ude af konkurrencen |
| 4         |        |                     |                     |                    |                     |                     |                     | Ude af konkurrencen | Ude af konkurrencen | Ude af konkurrencen |
| 5         |        |                     |                     |                    |                     |                     | Ude af konkurrencen | Ude af konkurrencen | Ude af konkurrencen | Ude af konkurrencen |
| 6         |        |                     |                     |                    |                     | Ude af konkurrencen | Ude af konkurrencen | Ude af konkurrencen | Ude af konkurrencen | Ude af konkurrencen |
| 7         |        |                     |                     |                    | Ude af konkurrencen | Ude af konkurrencen | Ude af konkurrencen | Ude af konkurrencen | Ude af konkurrencen | Ude af konkurrencen |
| 8         |        |                     |                     |                    | Ude af konkurrencen | Ude af konkurrencen | Ude af konkurrencen | Ude af konkurrencen | Ude af konkurrencen | Ude af konkurrencen |

## Medaljefordeling
| Medaljetagere | Medaljetagere | Medaljetagere | Medaljetagere |
| ------------- | ------------- | ------------- | ------------- |
| Guld          | Sølv          | Bronze        |               |
|               |               |               |               |